# ТОТС
„ТОТС“ (на английски: TOTS) е американски компютърно анимиран сериал, създаден от Травис Браун, и дебютира по Disney Junior на 14 юни 2019 г.

## Актьорски състав
- Джет Юргенсмайер – Пип (от първи до втори сезон)
- Тъкър Чандлър – Пип (от трети сезон)
- Крисчън Дж. Саймън – Фреди[1]
- Ванеса Уилямс – Капитан Кендис Бийкман[1]
- Меган Хилти – Кей Си[1]
- Парвиш Чина – Бодхи
- Мелани Миничино – Ейва
- Хенри Лубати – Джей Пи
- Дий Брадли Бейкър – Поли
- Ерик Бауза – г-н Удбърд
- Чарли Таунсенд – Мия
- Анджелика Хейл – Пеги
- Алесандра Перез – Лъки
- Хедли Ганауей – Ред
- Реми Еджерли – Джед / Уайът
- Джулиън Едуардс – Зед
- Ивет Никол Браун – Кора
- Кевин Майкъл Ричардсън – Сам
- Кори Уолгрън – госпожа Трънкълбий
- Амари Маккой – Прешъс
- Буун Нелсън – Скутър
- Хъдсън Кордеро – Кам

## Продукция
Сериалът е обявен от Дисни през април 2018 г. През февруари 2019 г. сериалът е подновен за втори сезон по време на телевизионната си премиера, който се излъчва на 7 август 2020 г. Сериалът дебютира по Disney Junior и Disney Channel в Съединените щати на 14 юни 2019 г., и по Disney Junior в Канада на 22 юни. На 5 август 2020 г. сериалът е подновен за трети сезон по време на премиерата на втория.

## В България
В България сериалът се излъчва и по локалната версия на Disney Junior с нахсинхронен дублаж на български език, записан в студио „Александра Аудио“.